# Vương quốc Fazughli
Vương quốc Fazughli là một quốc gia thời tiền thuộc địa ở khu vực ngày nay là đông nam Sudan và miền tây Ethiopia. Truyền thống truyền khẩu khẳng định nước này được thành lập bởi những người tị nạn đến từ vương quốc Alodia của người Nubia, sau khi thủ đô Soba của nó rơi vào tay người Ả Rập hay người Funj trong khoảng năm 1500. Tập trung quanh vùng núi Fazughli trên sông Nile Xanh và đóng vai trò là vùng đệm giữa Vương quốc Hồi giáo Funj và Đế quốc Ethiopia, vương quốc này tồn tại cho đến khi được sáp nhập vào vương quốc Funj vào năm 1685.

## Lịch sử

### Hình thành
Thời Trung Cổ, phần lớn miền trung và nam Sudan bao gồm cả khu vực Fazughli trên biên giới với Ethiopia, do vương quốc Alodia của người Nubia theo Thiên chúa giáo kiểm soát. Kể từ thế kỷ 12, Alodia đã suy tàn; điều này trở nên trầm trọng hơn trong giai đoạn k. 1300. Vào thế kỷ 14 và 15, các bộ lạc Bedouin Ả Rập thống trị phần lớn Sudan, tiến xa về phía nam đến tận đảo Aba. Đến nửa sau của thế kỷ 15, người Ả Rập đã sinh sống tại phần lớn Alodia ngoại trừ khu vực xung quanh Soba, thủ phủ của Alodia tại ngã ba sông Nin Xanh và Nin Trắng. Người Ả Rập hoặc người Funj cuối cùng chinh phục thành phố, theo sử sách Sudan là vào thế kỷ thứ 9 sau thời kỳ Hijra (khoảng 1396–1494), cuối thế kỷ 15, hoặc các năm 1504 và 1509. Sau đó người Funj thành lập một vương quốc với kinh đô tại Sennar, rồi bành trướng ra xa về phía bắc đến ghềnh thứ ba của sông Nin.
Nhà sử học Jay Spaulding cho rằng Alodia vẫn tồn tại sau khi Soba sụp đổ. Ông tin rằng "Vương quốc Soba" mà lữ khách Do Thái David Reubeni đề cập vào năm 1523 ám chỉ Alodia và tin rằng nó nằm ở đâu đó trên bờ đông của sông Nin Xanh. Vương quốc này mất khoảng 10 ngày để đi hết lãnh thổ và bao gồm "vương quốc Al Ga'l", được miêu tả là chư hầu của sultan Funj Amara Dunqas. "Al Ga'l" có lẽ ám chỉ bộ tộc Ả Rập Jaalin. Từ lịch sử truyền miệng, Spaulding tiếp tục lập luận rằng người Alodia cuối cùng đã từ bỏ lãnh thổ mà họ vẫn nắm giữ ở vùng hạ lưu sông Nin và rút lui về vùng núi Fazughli ở phía nam, nơi họ tái lập vương quốc của mình. Chẳng hạn, một tư liệu truyền miệng được thu thập vào thế kỷ 19 cho rằng:
Các vị vua của Fazughli, với quyền thống trị rộng rãi, bao trùm một phần lớn bán đảo Sennar (Gezira), cùng một trong những thủ đô của họ là Soba cổ đại, đã bị buộc phải nhường đường cho những kẻ mới đến...người Funj...và lui về vùng núi của họ...Ở đó...họ định cư... [Do đó] Đế quốc Fazughli nổi lên từ những tàn dư của vương quốc Soba.

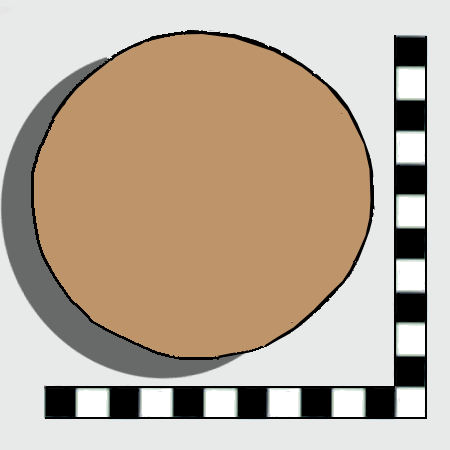
Bản sao của một hòn đá hình cầu được phát hiện ở Mahadid, giống với những viên đá Soba được các dân tộc Gule và Bertha dùng để làm nghi lễ. Vì chúng mang tên Soba, thủ đô của Alodia, nên chúng có thể là "tư liệu hiện vật về một xứ sở cổ xưa ở thượng nguồn sông Nin Xanh".

Lịch sử truyền miệng trong vùng cũng nhắc đến những cuộc di cư của người Alodia tới Fazughli. Là nơi có người Nubia lưu vong, Fazughli cũng được đề cập trong Biên niên sử Funj, được biên soạn vào khoảng năm 1870. Một nền văn hóa khảo cổ học mang tên "tín ngưỡng Jebel Mahadid", tập trung quanh vùng Mahadid ở Qwara, miền tây Ethiopia, với kiến trúc đồ sộ và đồ gốm tương tự như ở Soba, gần đây được cho là của những người tị nạn Alodia này. Các bằng chứng khảo cổ cho thấy họ có thể đã bắt đầu đến vùng biên giới Ethiopia-Sudan vào thế kỷ 14. Do đó, họ sẽ đến Fazughli khi Alodia vẫn còn tồn tại, nhưng đã suy yếu mạnh mẽ.

### Nằm giữa Sennar và Ethiopia
Vương quốc Fazughli nằm giữa Vương quốc Hồi giáo Sennar và Đế quốc Ethiopia, đóng vai trò là vùng đệm giữa hai quốc gia này. Nhà nghiên cứu văn hóa châu Phi Alessandro Triulzi miêu tả lãnh thổ gần đúng của vương quốc như sau:
Về phía đông, nó bao gồm lãnh thổ của người Gumuz, sinh sống giữa Gallabat và sông Nile Xanh, với trung tâm là Gubba. Về phía tây nó bao gồm vùng đất của người Burun với trung tâm là Jebel Gule, được cho là đã mở rộng về phía nam đến tận Kaffa ở miền nam Ethiopia. Về phía nam nó chủ yếu bao gồm lãnh thổ của người Bertha, dọc theo thung lũng Tumat chứa nhiều vàng, trải dài đến Fadasi, ngoại vi lãnh thổ của người Oromo.

Người dân Fazughli nói các ngôn ngữ Đông Sudan. Theo Spaulding, quốc gia này duy trì đức tin Cơ đốc, ít nhất là trong giới cầm quyền. Theo ông, tầng lớp thượng lưu Alodia này sẽ được gọi là Hamaj. Tuy nhiên, có thể trên thực tế phần lớn dân số Fazughli đã tạo thành Hamaj.